# Leyla Gencer
Leyla Gencer (IPA: [lejˈla ɟenˈdʒeɾ]), nata Ayşe Leyla (Istanbul, 10 ottobre 1928 – Milano, 9 maggio 2008) è stata un soprano turco, attivo nella seconda metà del Novecento.

## Biografia

### Gli inizi
Ayşe Leyla Çeyrekgil nacque ad Istanbul il 10 ottobre del 1928, figlia di Hasanzade İbrahim Bey (che in seguito alla legge del 1934 adottò il cognome Çeyrekgil), un preminente imprenditore turco discendente da una famiglia islamica sunnita originaria di Safranbolu, e di Lexanda Angela Minakovska, nobildonna polacca di religione cattolica, ma in seguito convertitasi all'Islam. 
Trascorre la maggior parte della propria infanzia a Çubuklu, in Anatolia, nella regione del Bosforo. 
Studia canto al Conservatorio di Istanbul e successivamente, in forma privata, ad Ankara, con il soprano italiano Giannina Arangi-Lombardi. 
L'11 dicembre 1946 sposa Ibrahim Gencer, dirigente di banca, membro di una famiglia altolocata. 
La sua prima apparizione in pubblico, in una rappresentazione amatoriale, ha luogo ad Ankara nel 1950, con l'interpretazione di Santuzza nella Cavalleria rusticana. 
In Italia debutta il 16 luglio 1953, all'Arena Flegrea di Napoli, sempre nel ruolo di Santuzza, con grande successo di critica e di pubblico. 
Al Teatro San Carlo di Napoli interpreterà nel corso dell'anno successivo una superba Madama Butterfly (febbraio 1954) diretta da Gabriele Santini e Tatjana nell'Eugenio Onieghin (marzo 1954), con la conduzione orchestrale di Tullio Serafin con Jolanda Gardino, Agnese Dubbini, Oralia Domínguez, Giuseppe Campora, Piero De Palma, Gino Bechi, Italo Tajo e Plinio Clabassi.

### La maturità artistica
Nel 1955 al Teatro Nuovo di Torino è Butterfly e nel 1956 canta con successo a Losanna (Tosca), Palermo, Trieste (La traviata) e debutta negli Stati Uniti al San Francisco Opera (Francesca da Rimini diretta da Oliviero De Fabritiis con Anselmo Colzani ed Alessio De Paolis). 
Al Teatro alla Scala di Milano nel gennaio 1957 ottiene grandi riconoscimenti nel ruolo di Madame Lidoine ne Les dialogues des Carmélites di Poulenc, presentata con successo in prima mondiale nella città meneghina diretta da Nino Sanzogno con Virginia Zeani, Eugenia Ratti, Gigliola Frazzoni, Gianna Pederzini, Fiorenza Cossotto, Nicola Filacuridi, Alvinio Misciano e Scipio Colombo ed in luglio è Leonora ne La forza del destino diretta da Antonino Votto con Giuseppe Di Stefano, Aldo Protti, Franco Calabrese, Cesare Siepi ed Enrico Campi nella trasferta di Colonia (Germania). 
Sempre nel 1957 per il San Francisco Opera è Violetta Valéry ne La traviata con Gianni Raimondi e Robert Merrill, Lucia di Lammermoor diretta da Francesco Molinari Pradelli con Gianni Raimondi e Nicola Moscona e Liù in Turandot diretta da Molinari Pradelli con Leonie Rysanek e Moscona nella trasferta di Los Angeles ed al Teatro La Fenice Lucrezia Contarini ne I due Foscari diretta da Tullio Serafin con Mirto Picchi e Giangiacomo Guelfi.
Nel marzo dell'anno successivo (1958) interpreta Assassinio nella cattedrale di Ildebrando Pizzetti, presentata in prima mondiale alla Scala.
Apparirà alla Scala per ben quindici stagioni, con diciannove titoli, fra il 1957 e il 1983, imponendosi come uno dei più rappresentativi soprani del suo tempo. 
Victor de Sabata la volle nel 1957 a cantare il finale del requiem di Giuseppe Verdi, durante i funerali di Arturo Toscanini nel Duomo di Milano. Fra le interpretazioni più significative: Leonora ne La forza del destino, Elisabetta di Valois nel Don Carlos, Lady Macbeth in Macbeth, Norma, nell'opera omonima. La Gencer si esibirà successivamente in tutte le altre principali piazze operistiche italiane: a Roma (Don Giovanni, 1960, Roberto Devereux, 1964, La Vestale 1973, Anna Bolena 1977), all'Arena di Verona (Aida 1963, con Giulietta Simionato e la direzione di Tullio Serafin), a Bologna (Un ballo in maschera 1964), Firenze (Macbeth 1975, Lucrezia Borgia 1979), a Venezia (I due Foscari, 1957, Beatrice di Tenda, 1964, Medea, 1968), a Torino (La dama di picche, 1963, Don Giovanni 1978), a Genova (Il trovatore, 1959, Otello, 1962), a Spoleto (L'angelo di fuoco, 1959). 
È stata grande interprete di ruoli donizettiani, contribuendo alla riscoperta e rivalorizzazione di alcuni capolavori del compositore bergamasco (Belisario, Les Martyrs, Poliuto, Caterina Cornaro), grazie soprattutto all'intenso legame artistico con il direttore Gianandrea Gavazzeni.

### Attività internazionale
Fra gli anni cinquanta e settanta la Gencer si esibisce, oltre che in Italia, negli Stati Uniti (San Francisco, Francesca da Rimini, 1956; Dallas, Madama Butterfly, 1960; Chicago, Don Carlos 1964), in Gran Bretagna (Royal Opera House, Don Giovanni 1962; Glyndebourne Festival Opera, Le nozze di Figaro, 1962 e Anna Bolena, 1965; Edimburgo, Elisabetta, regina d'Inghilterra, 1972), in Russia (Mosca, Teatro Bol'šoj, e San Pietroburgo, Teatro Kirov, La traviata, 1960), in Spagna (Barcellona, Gran Teatre del Liceu, Norma, 1962, e Poliuto, 1975), Argentina (Buenos Aires, Teatro Colón, I puritani e Rigoletto, 1961, Norma e Simon Boccanegra nel 1964) oltreché Monaco (Monte Carlo, Don Giovanni, 1963), in Germania, Austria, Polonia, Norvegia, Portogallo, Svizzera, Brasile e, ripetutamente, nella sua terra d'origine, la Turchia.

### Il ritiro e l'insegnamento
Leyla Gencer abbandona le scene con l'opera La prova di un'opera seria di Francesco Gnecco, che canta presso il Teatro la Fenice di Venezia e a Mestre nel febbraio del 1983. Successivamente si esibirà in numerosi concerti in Italia e all'estero. Negli anni ottanta si dedica soprattutto all'insegnamento e nel decennio successivo verrà chiamata da Riccardo Muti a dirigere l'Accademia della Scala, dove si formano le nuove promesse della lirica. Ha trascorso gli ultimi anni della sua vita fra Milano e Istanbul.
Muore all'età di 79 anni, nella notte tra il 9 e il 10 maggio 2008 nella sua casa di Milano, a seguito di un arresto cardiaco dovuto a problemi respiratori. I funerali si sono svolti nella chiesa di San Babila, il 12 maggio. Per espressa volontà della Gencer, le sue ceneri sono state disperse nel Bosforo, nei pressi di Ortaköy, Istanbul.

## Tecnica vocale e repertorio

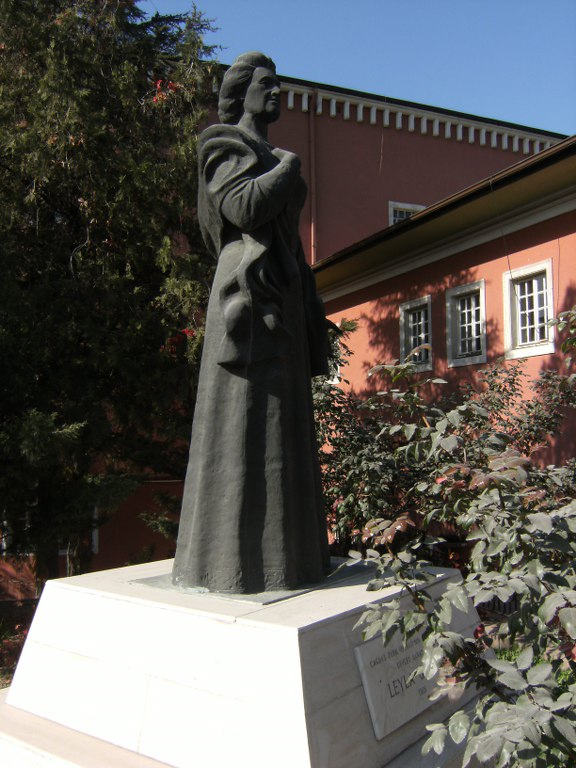
Statua di Leyla Gencer al Teatro dell'Opera di Ankara

Considerata come una delle ultime grandi dive del Novecento, dotata di una tecnica vocale superba, che le permetteva un eccellente controllo del fiato e del volume (restano celebri i suoi pianissimi e le filature) e, soprattutto nei primi anni di carriera fino almeno al 1970, un registro acuto facilissimo e un ampio centro, e di notevoli qualità interpretative abbinate ad una rara intelligenza musicale e ad un gusto teatrale inusuale, pur non potendo vantare una voce naturalmente dotata (senza l'estensione sovrumana della Sutherland, l'avvenenza timbrica della Caballé, la potenza vocale della Nilsson, la purezza del colore della Tebaldi e le sfumature vocali della Scotto), è riuscita a imporsi ad un pubblico internazionale, proprio insieme alla Sutherland e alla Caballé, presentando un repertorio ampio e impegnativo, sorretta da un'indubbia presenza scenica, un timbro naturalmente drammatico e una grande versatilità. Grande interprete donizettiana, divenne una delle massime protagoniste della Donizetti Renaissance, in quei ruoli poco esplorati fino ad allora (Maria Stuarda, Lucrezia Borgia, Anna Bolena, Caterina Cornaro, Elisabetta in Roberto Devereux ecc.), si è distinta anche in certi grandi personaggi verdiani (Leonora ne Il trovatore, Aida, Elisabetta di Valois nel Don Carlo, Amelia in Un ballo in maschera e soprattutto in diversi ruoli del primo Verdi quali Lady Macbeth in Macbeth, Lucrezia ne I due Foscari ed Elena in Gerusalemme, Amelia nel Simon Boccanegra, Elvira in Ernani), belliniani (Norma, Elvira de I puritani) e pucciniani (Madama Butterfly e Turandot, nel ruolo di Liù, in particolare). La carriera della Diva turca fu contraddistinta dal grande, grandissimo amore del suo pubblico, testimoniato dalle tante registrazioni live, anche quando il declino iniziò a farsi più evidente.
È stata diretta dai massimi direttori italiani della seconda metà del Novecento, da Tullio Serafin (La traviata, I due Foscari) ad Antonino Votto (Mefistofele, La forza del destino), da Gabriele Santini (Don Carlos, Madama Butterfly) a Gianandrea Gavazzeni (Norma, Un ballo in maschera), da Oliviero De Fabritiis (Turandot, Norma) a Riccardo Muti (Attila, Macbeth). Fra i direttori d'orchestra non italiani si segnalano, fra i tanti, Herbert von Karajan, Georg Solti, Wolfgang Sawallisch e Thomas Schippers.
Non ha mai stipulato contratti con alcuna casa discografica: a parte un LP antologico edito dalla Fonit Cetra, tutte le altre sono registrazioni pirata, tanto che la Gencer si meritò proprio il titolo di Regina dei pirati, soprannome che talvolta utilizzava lei stessa per sottolineare quel carattere di "antidiva" che la contraddistinse sotto diversi aspetti. Grazie all'appoggio del maestro Serafin fu sul procinto, negli anni cinquanta, di stipulare un contratto con La Voce del Padrone, ma le fu preferita la collega Antonietta Stella.
È stata tra le prime artiste a comparire, sempre negli anni cinquanta, nelle prime realizzazioni di film opera (Werther, Il trovatore).

## Premi e riconoscimenti
Alcuni anni dopo il suo definitivo ritiro dalle scene, la Gencer fu nominata dal Presidente turco allora in carica Artista di Stato (1988). Sempre in Turchia, ad Istanbul, venne istituito in suo onore un concorso internazionale di canto (1996), interrotto a partire dal 1999 per alcuni anni, poi successivamente ripreso. Tale concorso è giunto ormai alla sua sesta edizione. 
A New York, negli Stati Uniti, The Licia Albanese - Puccini Foundation le conferì un premio speciale per le sue celebri interpretazioni pucciniane e, due anni più tardi (2004), la Zecca di Stato turca coniò una moneta commemorativa con l'effigie del grande soprano.

## Discografia selettiva
Riportiamo di seguito alcune fra le incisioni storiche.
- Il trovatore di Giuseppe Verdi; Fernando Previtali (direttore); Orchestra Sinfonica e Coro della RAI di Milano; Mario Del Monaco (Manrico), Leyla Gencer (Leonora), Ettore Bastianini (Conte di Luna), Fedora Barbieri (Azucena) - 1957, Arkadia / CBS-SONY
- La forza del destino di Giuseppe Verdi; Antonino Votto (direttore); Orchestra e Coro del Teatro alla Scala di Milano; Leyla Gencer (Leonora), Aldo Protti (Don Carlo de Vargas), Giuseppe Di Stefano (Don Alvaro), Cesare Siepi (Padre Guardiano) - 1957, Melodram (Live recording)
- Anna Bolena di Gaetano Donizetti; Gianandrea Gavazzeni (direttore); Orchestra Sinfonica e Coro RAI di Milano; Leyla Gencer (Anna Bolena), Giulietta Simionato (Giovanna Seymour), Plinio Clabassi (Enrico VIII) - 1958, E. J. Smith, The Golden Age of Opera
- Don Giovanni di Wolfgang Amadeus Mozart; Georg Solti (direttore); Orchestra della Royal Opera House, Covent Garden di Londra; Leyla Gencer (Donna Anna), Cesare Siepi (Don Giovanni), Sena Jurinac (Donna Elvira), Mirella Freni (Zerlina), Richard Lewis (Don Ottavio), Geraint Evans (Leporello) - 1962, Opera d'Oro 3 LP / Giuseppe Di Stefano Records
- Ernani di Giuseppe Verdi; Gianandrea Gavazzeni (direttore); Orchestra del Teatro Massimo Bellini di Catania, Carlo Bergonzi (Ernani), Leyla Gencer (Elvira), Piero Cappuccilli (Don Carlo), Ruggero Raimondi (Don Ruy de Siva) - 1972, Great Opera Performances / Arkadia
- Macbeth di Giuseppe Verdi; Riccardo Muti (direttore); Orchestra del Maggio Musicale Fiorentino di Firenze, Kostas Paskalis (Macbeth), Leyla Gencer (Lady Macbeth), Franco Tagliavini (McDuff) - 1975, Celestial Audio

## Repertorio
| Ruolo                   | Titolo                           | Autore     |
| ----------------------- | -------------------------------- | ---------- |
| Amina                   | La sonnambula                    | Bellini    |
| Norma                   | Norma                            | Bellini    |
| Beatrice di Tenda       | Beatrice di Tenda                | Bellini    |
| Elvira                  | I puritani                       | Bellini    |
| Margherita              | Mefistofele                      | Boito      |
| Lady Billows            | Albert Herring                   | Britten    |
| Tatiana                 | Evgenij Onegin                   | Čajkovskij |
| Lisa                    | La dama di picche                | Čajkovskij |
| Medea                   | Medea                            | Cherubini  |
| Adriana Lecouvreur      | Adriana Lecouvreur               | Cilea      |
| Anna Bolena             | Anna Bolena                      | Donizetti  |
| Lucrezia Borgia         | Lucrezia Borgia                  | Donizetti  |
| Maria Stuarda           | Maria Stuarda                    | Donizetti  |
| Lucia Ashton            | Lucia di Lammermoor              | Donizetti  |
| Antonina                | Belisario                        | Donizetti  |
| Elisabetta I            | Roberto Devereux                 | Donizetti  |
| Paolina                 | Poliuto                          | Donizetti  |
| Pauline                 | Les Martyrs                      | Donizetti  |
| Caterina Cornaro        | Caterina Cornaro                 | Donizetti  |
| Alceste                 | Alceste                          | Gluck      |
| Corilla                 | Le prove di un'opera seria       | Gnecco     |
| Santuzza                | Cavalleria rusticana             | Mascagni   |
| Manon                   | Manon                            | Massenet   |
| Charlotte               | Werther                          | Massenet   |
| Medea                   | Medea in Corinto                 | Mayr       |
| Magda                   | The Consul                       | Menotti    |
| Ottavia                 | L'incoronazione di Poppea        | Monteverdi |
| Elettra                 | Idomeneo, Re di Creta            | Mozart     |
| Contessa d'Almaviva     | Le nozze di Figaro               | Mozart     |
| Donna Anna Donna Elvira | Don Giovanni                     | Mozart     |
| Fiordiligi              | Così fan tutte                   | Mozart     |
| Antonia                 | I racconti di Hoffmann           | Offenbach  |
| Saffo                   | Saffo                            | Pacini     |
| Maria                   | Lo straniero                     | Pizzetti   |
| Prima Corifea           | Assassinio nella cattedrale      | Pizzetti   |
| La Gioconda             | La Gioconda                      | Ponchielli |
| Madame Lidoine          | I dialoghi delle Carmelitane     | Poulenc    |
| Renata                  | L'angelo di fuoco                | Prokof'ev  |
| Floria Tosca            | Tosca                            | Puccini    |
| Cio-Cio-San             | Madama Butterfly                 | Puccini    |
| Giorgetta               | Il tabarro                       | Puccini    |
| Suor Angelica           | Suor Angelica                    | Puccini    |
| Liù                     | Turandot                         | Puccini    |
| Edali                   | Monte Ivnor                      | Rocca      |
| Elisabetta              | Elisabetta, regina d'Inghilterra | Rossini    |
| Matilde                 | Guglielmo Tell                   | Rossini    |
| La falena               | La falena                        | Smareglia  |
| Giulia                  | La Vestale                       | Spontini   |
| Agnese                  | Agnese di Hohenstaufen           | Spontini   |
| Elvira                  | Ernani                           | Verdi      |
| Lucrezia Contarini      | I due Foscari                    | Verdi      |
| Odabella                | Attila                           | Verdi      |
| Lady Macbeth            | Macbeth                          | Verdi      |
| Elena                   | Gerusalemme                      | Verdi      |
| Lida                    | La battaglia di Legnano          | Verdi      |
| Gilda                   | Rigoletto                        | Verdi      |
| Leonora                 | Il trovatore                     | Verdi      |
| Violetta Valery         | La traviata                      | Verdi      |
| Duchessa Elena          | I vespri siciliani               | Verdi      |
| Amelia Grimaldi         | Simon Boccanegra                 | Verdi      |
| Amelia                  | Un ballo in maschera             | Verdi      |
| Donna Leonora di Vargas | La forza del destino             | Verdi      |
| Elisabetta di Valois    | Don Carlo                        | Verdi      |
| Aida                    | Aida                             | Verdi      |
| Desdemona               | Otello                           | Verdi      |
| Agata                   | Il franco cacciatore             | Weber      |
| Francesca               | Francesca da Rimini              | Zandonai   |